# Papuaphiloscia anophthalma
Papuaphiloscia anophthalma är en kräftdjursart som beskrevs av Albert Vandel1973. Papuaphiloscia anophthalma ingår i släktet Papuaphiloscia och familjen Philosciidae. Inga underarter finns listade i Catalogue of Life.